# Иван Савченко
Иван Тихонович Савченко (на руски: Иван Тихонович Савченко) е украински офицер, генерал-лейтенант от КГБ на Съветския съюз.
Роден е на 9 март 1908 година в село Новониколаевка в Областта на Донската войска в украинско семейство на среднозаможни селяни. Завършва техникум в Таганрог, след което работи в металургичен завод в Камянске, а от 1941 година в апарата на Комунистическата партия. През 1951 година е прехвърлен на работа в КГБ и е негов заместник-началник през 1951 – 1952 и 1954 – 1959 година, през 1959 – 1967 година оглавява КГБ в Молдавия. След това ръководи представителствата на КГБ в Унгария (1967 – 1969) и България (1969 – 1979), а през 1980 година се пенсионира.
Иван Савченко умира на 5 септември 1999 година в Москва.